# Mohsine Moutouali
Mohsine Moutouali (en árabe: محسن متولي‎) (Casablanca, 3 de marzo de 1986) es un futbolista marroquí. Juega como centrocampista ofensivo en el Raja Casablanca, equipo de la máxima categoría nacional.
Con el Raja ha ganado tres ligas (2009, 2011 y 2013) y una Copa del Trono (2012), además de disputar la final de la Copa Mundial de Clubes de la FIFA 2013. El campeonato marroquí le reconoció como jugador más valioso de la campaña 2010-11.

## Biografía
Moutouali se formó como futbolista en las categorías juveniles del Raja Casablanca, donde ha pasado la mayor parte de su trayectoria. Aunque debutó en 2006 con el primer equipo, se decidió que fuese cedido un año al Union Touarga de segunda división para formarse profesionalmente. Al año siguiente regresó y asumió la titularidad. Su juego destaca por ser muy técnico, con buenos pases y creación de peligro por las bandas desde el centro del campo.
En la temporada 2011-12 se marchó cedido al Emirates Club de Emiratos Árabes Unidos, su primera experiencia internacional, en la que jugó 14 encuentros y marcó seis goles. Cuando su cesión terminó, volvió al Raja Casablanca y asumió la capitanía.

## Selección nacional
Moutouali no ha debutado todavía con la selección de fútbol de Marruecos, pero sí ha formado parte de una convocatoria. La primera vez que le llamaron fue para disputar un partido de clasificación para la Copa Africana de Naciones 2013 contra Mozambique.

### Participaciones con la selección
| Torneo                                  | Sede      | Resultado        |
| --------------------------------------- | --------- | ---------------- |
| Campeonato Africano de Naciones de 2014 | Sudáfrica | Cuartos de final |

## Clubes
| Club                | País                   | Año                |
| ------------------- | ---------------------- | ------------------ |
| Raja Casablanca     | Marruecos              | 2006               |
| Union Touarga Sport | Marruecos              | 2006-2007 (cesión) |
| Raja Casablanca     | Marruecos              | 2007-2011          |
| Emirates Club       | Emiratos Árabes Unidos | 2011-2012 (cesión) |
| Raja Casablanca     | Marruecos              | 2012-              |

## Palmarés
| Título                  | Club            | País      | Año  |
| ----------------------- | --------------- | --------- | ---- |
| Liga marroquí de fútbol | Raja Casablanca | Marruecos | 2009 |
| Liga marroquí de fútbol | Raja Casablanca | Marruecos | 2011 |
| Copa del Trono          | Raja Casablanca | Marruecos | 2012 |
| Liga marroquí de fútbol | Raja Casablanca | Marruecos | 2013 |
| Liga marroquí de fútbol | Raja Casablanca | Marruecos | 2020 |